# 広島哲学会
広島哲学会（ひろしまてつがっかい、略称: 広哲、英語: Hiroshima Philosophical Society）は、日本の学術研究団体の一つ。

## 概要
1949年2月設立。学術研究団体としての種別は単独学会。
西洋哲学、中国哲学、インド哲学、倫理学、応用倫理学、応用哲学などの分野の学術研究を推進するとともに、これらの分野の学術研究にかかわる研究者を育成することを目的としている。

## 沿革
- 1949年 - 広島哲学会設立。

## 刊行物

### 哲学
- 誌名（和文）：哲学
- 誌名（欧文）：Tetsugaku: The Journal of Hiroshima Philosophical Society
- 創刊年：1950
- 資料種別：ジャーナル（査読付き論文を含む）
- 使用言語：日英混在
- 発行形態：印刷体
- 著作権帰属先：著者
- クリエイティブコモンズ：定めていない
- 購読：有料